# Philippe Vercruysse
Philippe Vercruysse (Saumur, 28 gennaio 1962) è un ex calciatore francese, di ruolo centrocampista.

## Carriera
Ha militato in Francia con Lens, Bordeaux, Olympique Marsiglia, Nîmes e Metz, in Svizzera con Sion ed Étoile-Carouge ed in Arabia Saudita con il Riyadh Club. Ha vinto quattro campionati francesi (tre con l'Olympique Marsiglia ed uno con il Bordeaux) e due Coppe di Francia (una con l'Olympique Marsiglia e l'altra con il Bordeaux).
Con la Nazionale di calcio francese ha disputato 12 partite, segnando una rete e partecipando al campionato del mondo 1986.

## Palmarès

### Club
- Campionato francese: 4

Bordeaux: 1987
Olympique Marsiglia: 1989, 1990, 1991
- Coppa di Francia: 2

Bordeaux: 1987
Olympique Marsiglia: 1989
- Coppa Suisse:1

FC Sion: 1996
- Campionato Suisse:1

FC Sion: 1997

### Nazionale
- Coppa Artemio Franchi: 1

Francia 1985